# 嵐のJボーイ ぶっとび闘人
『嵐のJボーイ ぶっとび闘人』（あらしのジェイボーイ ぶっとびファイト）は、樫本学ヴによる日本の漫画作品。『月刊コロコロコミック』（小学館）にて、1992年4月号から1995年6月号まで連載されていた。

## 概要
1993年のJリーグ開幕に合わせて連載された。架空のサッカーリーグ“JJリーグ”（ジュニアJリーグ）を舞台にした、闘人をはじめとする浜田ポーパスの物語。

## あらすじ
サッカー少年・風見闘人は浜田小学校の5年生。サッカーは好きだがサッカー部には所属していなかった闘人だったが、高柳率いる強豪サッカーチーム・蓮大寺FCとの練習試合をきっかけにサッカー部に入ることを決意する。熱戦を繰り広げたものの、練習試合は負けに終わった。蓮大寺に再戦を申し込もうとした闘人だが、そこで高柳が蓮大寺を辞めたという話を耳にする。ショックを受ける闘人だが、浜小サッカー部の火鳥・佐々木らが謎の外国人に連れて行かれたという話を聞く。
外国人の正体とは? そして闘人のチームメイトとライバルはどうなるのか?

### JJリーグ
Jリーグ開幕と同時に、後進の育成を目的として設立された少年によるアマチュアサッカーリーグ。参加チームは以下の10チームで、ホーム&アウェイ形式のリーグ戦で優勝を決める。
- 北海道ブロック：十勝オルソ
- 東北ブロック　：江刺ボンバーズ
- 関東ブロック　：東京ラガッツォ
- 北陸ブロック　：マーレ新潟
- 東海ブロック　：浜田ポーパス
- 関西ブロック　：マンガナ大阪
- 中国ブロック　：尾道キッカーズ
- 四国ブロック　：瀬戸内マリンズ
- 九州ブロック　：博多ウイングス
- 沖縄ブロック　：那覇シーサーズ

## 登場人物

### 浜田ポーパス
風見闘人（かざみ ファイト）
主人公で浜小の5年生。FW。10月10日生まれのてんびん座。身長142cm、体重35kg。背番号は浜小時代が10、ポーパスでは0。
サッカー選手の父・勝利の影響で幼い頃からサッカーボールに触れながら育ったため、弱小であった浜小サッカー部の部員と比べてもトップクラスのテクニックを持っていた。姉・ひかりがサッカーを禁止していたために当初はサッカー部には所属していなかったが、蓮大寺FCのメンバーから暴行を受けていた土筆を助けた際に、なりゆきで蓮大寺FCに練習試合を申し込んでサッカー部所属となった。蓮大寺FCに敗れた後、高柳・火鳥・佐々木らがポーパスに勧誘されたのに続いて闘人自身も勧誘を受ける。勧誘を受けずにサッカー部に残る部員を気にかけて加入を決断できなかったが、残留メンバーの後押しを受けて加入を決断した。
ポーパスではJJリーグ開幕直前に、行方不明となっていたしていた勝利と再会。勝利が開幕戦の相手・東京ラガッツォの監督に就任していたこと、勝利の失踪の原因にラガッツォの主力選手サンドロが関わっていたことなどを知り衝撃を受けるが、立ち直り開幕戦に挑む。開幕戦ではサンドロ相手に奮戦し、サンドロとの競り合いの中で現役時代の勝利が得意とした「消えるシュート」を偶然放つ。特訓の過程で「消えるシュート」には相棒が必要であることに気づき、高柳の協力により習得するものの、「消えるシュート」は相棒に多大な負担を強いるものであった。後に高柳が怪我で離脱すると、勝利の昔のプレー映像を手がかりに1人で放つことのできる「消えるシュートX」を習得する。
高柳流衣（たかやなぎ るい）
蓮大寺小の6年生。FW。背番号は蓮大寺・ポーパス通して10。
同年代と比較してパワー・テクニックともに段違いで、蓮大寺FCでは絶対的なエースストライカーであった。ポーパスに入ってからは闘人と2トップを組み、闘人が「消えるシュート」を習得するとスライディングを仕掛ける相棒を務める。しかし、このスライディングは高柳の脚には多大な負担となっており、怪我を負っても隠して試合に出場し続け、博多ウイングス戦途中で限界に達して倒れる。
火鳥勇（かとり ゆう）
浜小の6年生。GK。5月14日生まれのおうし座。身長165cm、体重50kg。背番号は1。
年の割に大人びており、浜小では沈着冷静に部員をまとめる頼れるキャプテンであった。帽子がトレードマーク。実家は蕎麦屋「長寿庵」を営む。小児喘息を患った双子の弟がいる。
佐々木正史（ささき まさし）
浜小の6年生。浜小ではFW、ポーパスではMF（右ウィングハーフ）。11月21日生まれのさそり座。身長159cm、体重47kg。背番号は浜小では7→11、ポーパスでは7。
お調子者だが負けん気が強い。チーム1の俊足。闘人がサッカー部に入部した直後は闘人を信用していなかったが、浜辺のトレーニングで波打ち際を走る闘人との短距離勝負で負けそうになったのをきっかけに実力を認めた。蓮大寺FC戦では高柳のシュートを防いだ際にポストに頭をぶつけ、途中退場した。
原小太郎（はら こたろう）
浜小の5年生。MF。3月20日生まれのうお座。身長138cm、体重33kg。背番号は浜小では7、ポーパスでは8。
小柄な体を生かしたドリブル突破が得意。下北沢とは幼なじみで名コンビで、浜小・ポーパス通して一緒に中盤を固める。
下北沢剛（しもきたざわ つよし）
浜小の5年生。MF。8月10日生まれのしし座。身長140cm、体重35kg。背番号は浜小では8、ポーパスでは9。
見た目に似合わぬガッツ溢れるプレイを見せる。
佐藤久（さとう ひさし）
白浜小の5年生。MF。背番号6。通称「キューちゃん」。語尾に「〜だら」を付ける。髪型は鬼太郎風。
小柄な体とすばっしっこい動きが特徴。相手の死角を付いた動きと、正確なボール捌きで活躍した。ボールの扱いも上手く、玉乗りもお手の物。
花井慎太郎（はない しんたろう）
竜陽小の5年生。DF（左サイドバック）。背番号5。
自称「少年サッカー界のプリンス」。最終節のラガッツォ戦では、怪我をした火鳥のフォローをしてゴールを守る。
新井忍（あらい しのぶ）
蓮大寺FC出身。蓮大寺ではFW、ポーパスではDF（右サイドバック）。背番号は蓮大寺では11、ポーパスでは4。
守宮修（やもり しゅう）
蓮大寺小の4年生。GK。
バレーボール部から転身して1年足らずで蓮大寺レギュラーとなった。バレーボール出身を思わせるレシーブによるセーブや高いジャンプ力だけでなく、キック力もある。ポーパスにも所属したが、作中で試合出場の模写はない。
滝大作（たき だいさく）
DF。背番号2。
佐竹錠（さたけ ジョー）
DF。背番号3。
モス・ラモス
ポーパスの監督。当初は陽気な怪しい外国人として登場した。かつてはサッカー選手であり、勝利の「消えるシュート」の相棒を務めていたが、「消えるシュート」の負担による怪我でサッカー人生は断たれていた。闘人に「消えるシュートX」の手がかりを教えた。
浅倉はじめ（あさくら -）
浜小の5年生。
浜小ではサッカー部のマネージャーを務めていたが、後に残留メンバーの強い後押しを受けてポーパスのマネージャーを志願する。

### 東京ラガッツォ
風見勝利（かざみ しょうり）
闘人の父でラガッツォの監督。
闘人が赤ん坊の頃に「世界一のストライカーになる」との夢を持ってブラジルへ旅立ち、その9年後に念願のプロ公式戦に出場するものの、間もなく「不良の喧嘩に巻き込まれて選手生命を絶たれるほどの大怪我を負った」との新聞記事を最後に行方不明になっていた。この新聞記事はやや事実と異なっており、実際にはサンドロを庇って代わりに刺されており、この事件は奇しくもドーハの悲劇と同日であった。
JJリーグ発足に際して、家族に何も告げずにサンドロとともに来日した。最終節では「ただ触れるだけで良い」という消えるシュート対策をラガッツォの選手に授けた。
サンドロ
ブラジルのサントス小の5年生。FW。背番号10。
本場仕込みのテクニックでJJリーグでも群を抜くストライカー。いつもチューインガムを噛んでいる。自信家でもあり、闘人に対して挑発的な行動を取ることもある。
エオリアという病弱な妹がおり、家庭も貧しいために盗みを働いたところを捕らえられ、脚を刺されそうになったところ勝利に救われた。自分を庇って刺された勝利に恩義を感じ、勝利の夢を自らの足で叶えるために行動をともにしている。
麻未省子（あさみ しょうこ）
ラガッツォのマネージャー。美人なのだが、嫌味な部分も見せる。

### 江刺ボンバーズ
火竜流（かりゅう ながれ）
高い身体能力とテクニックを持つボンバーズのエース。背番号10。
孤児院「希望の家」出身で、孤児院の子供達と孤児院出身のチームメイトからは「兄さま（あに-）」と呼ばれる。JJリーグの優勝賞金で経営が危ない孤児院を救おうとしていたが、事情を知った闘人がボンバーズ戦後にスタジアムで募金を呼びかけた。
霧（きり）
孤児院出身の1人。背番号9。両目が隠れる髪型とヘアバンドが特徴。

### 瀬戸内マリンズ
大堂陸（だいどう りく）
愛媛県の青空小の5年生。FW。背番号10。「Vサイン」が決めポーズ。
交通事故が原因で右眼を失明しており、左眼も失明寸前まで視力が悪化している。JJリーグ開幕以前、闘人が愛媛県の祖母の家を訪れたときに、1度目の眼の手術直後の陸と出会った。当時の陸は先輩の嵐山から逆恨みで嫌がらせを受けていたが、闘人とともにこれに立ち向かい、嵐山と和解するきっかけとなった。
JJリーグには嵐山とともにマリンズに加入。シーズン終了後に2度目の眼の手術に臨んだ。
嵐山剛憲（あらしやま たけのり）
青空小の6年生。FW→GK。マリンズでは背番号1。
闘人が出会った当初は、陸にポジションを奪われたことを逆恨みする「嫌な先輩」であった。片眼が見えない状態でプレーする陸を認めて和解すると、JJリーグ開幕時には陸の「いい先輩」となっている。

### 博多ウイングス
岩田工事（いわた こうじ）
FW。背番号10。
アルシンドヘアーの石頭。闘人からは「カッパ」とからかわれるが、ヘディングシュートはJJリーグ1と言われる。

### 浜小サッカー部
間土筆（はざま つくし）
浜小の5年生。補欠。1月3日生まれのやぎ座。身長136cm、体重33kg。蓮大寺戦では途中退場した佐々木に代わってFWとして出場し、ゴールを決めた。背番号0。
横田勝（よこた まさる）
浜小の6年生で副キャプテン。DF。4月12日生まれのおひつじ座。身長168cm、体重65kg。背番号3。
野上俊（のがみ しゅん）
浜小の6年生。DF。2月11日生まれでみずがめ座。身長162cm、体重50kg。眼鏡を着用しており、勉強はトップクラス。背番号4。
織田右京（おだ うきょう）
浜小の6年生。DF。6月30日生まれでかに座。身長165cm、体重52kg。お寺の息子で坊主頭。
中山響（なかやま ひびき）
浜小の5年生。MF。7月19日生まれでかに座。身長153cm、体重45kg。背番号6。
奥村茂（おくむら しげる）
浜小の4年生。DF。9月25日生まれでてんびん座。身長145cm、体重40kg。相手の死角を突く動きが得意。背番号5。
矢口健太（やぐち けんた）
浜小の4年生。MF。9月1日生まれでおとめ座。身長148cm、体重41kg。ヘビ好きで、ボールを追う動きが得意。

### 風見家
風見さかえ（かざみ -）
闘人の母。勝利がブラジルに旅立ち、行方不明になっても、風見家を1人で支えた。振り回されながらも勝利の夢を支持していたようで、勝利のプロデビュー戦をテレビで見て喜んでいた。
風見ひかり（かざみ -）
闘人の姉。「父親がサッカーの為に家族を捨てた」という意識が強く、サッカーを毛嫌いして闘人にもサッカーを禁止していた。しかし、闘人がサッカーに熱中するのを見て徐々に考えを変え、応援する姿勢に変わっていった。火鳥の大ファン。

### その他
火鳥良（かとり りょう）
勇の双子の弟。小児喘息を患って入院している。
ガンバ
闘人の母・さかえが勤める水族館のイルカ。闘人とは仲が良い。

## 書誌情報

### 単行本
- てんとう虫コミックス『嵐のJボーイ ぶっとび闘人』
  1. 1992年11月1日発売、ISBN 978-4091420510
  2. 1993年5月28日発売、ISBN 978-4091420527
  3. 1993年8月1日発売、ISBN 978-4091420534
  4. 1994年1月1日発売、ISBN 978-4091420541
  5. 1994年6月1日発売、ISBN 978-4091420558
  6. 1994年12月1日発売、ISBN 978-4091420565
  7. 1995年7月1日発売、ISBN 978-4091420572